# Katja Eman
Katja Eman, slovenska pisateljica, * 6. oktober 1982, Ljubljana.

## Življenje
Po osnovni šoli, ki jo je obiskovala v Bodoncih in na Cankovi, ter gimnaziji v Murski Soboti je izobraževanje nadaljevala na Visoki policijsko - varnostni šoli v Ljubljani, kjer je leta 2004 diplomirala s področja splošne in kriminalistične psihologije, zdaj pa je tam izredna profesorica za to področje.
Izhaja iz literarnega kroga Edicij revija Separatio. Na začetku literarne poti je sodelovala pri literarnem projektu zasilni izhod, ki je nastal v sodelovanju Edicij revije Separatio in Mladinskega informativnega in kulturnega kluba Murska Sobota. Osnovni namen projekta je bil, da neuveljavljenim pomurskim literarnim ustvarjalcem v založniško podhranjeni regiji omogoči knjižno objavo njihovih stvaritev in s tem olajša organizacijsko - tehnični prehod iz literarnega ljubiteljstva v svet "zaresne literature".
Kot 9. zvezek Edicij revije Separatio je izšel njen roman RDEČA VRTNICA in sicer v skupnem knjižnem projektu, v katerem je bil tudi pesniški zbornik Jaz sem jaz in v meni nihče ne prebiva (ZKD Murska Sobota, 2002).

## Delo

### Poezija
- Zasilni zhod, MuS. 2000 (skupaj z Lučka Zorko in Benjaminom Vircem)

### Proza
- Rdeča vrtnica, MuS., 2002